# حسین جابر
حسین جابر (انگلیسی: Hussein Jaber) بازیکن فوتبال اهل عراق بود.
وی همچنین در تیم ملی فوتبال عراق بازی کرده‌است.